# 苦木钩丝壳
苦木钩丝壳（学名：Uncinula picrasmae）是属于白粉菌目白粉菌科钩丝壳属的一种真菌，寄生在臭椿属植物上。该种分布于中国、日本。